# Dennery Island
Dennery Island est une île de Sainte-Lucie.

## Géographie

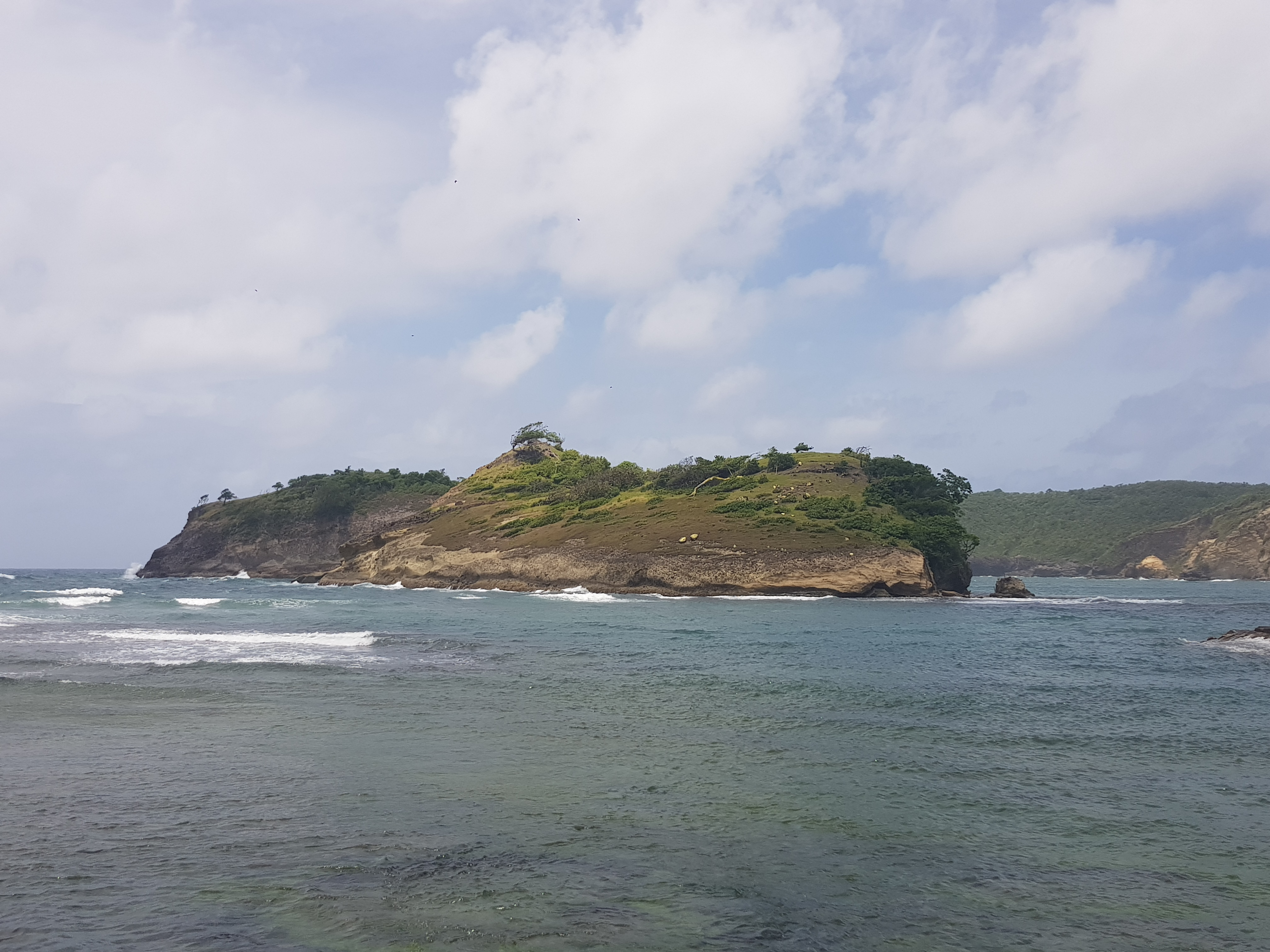
Dennery Island

L'île est située dans la baie de Dennery face au village de Dennery. Elle s'étend sur environ 461 m pour une largeur approximative de 139 m.